# Cynthia Olago
Cynthia Olago est une taekwondoïste gabonaise.

## Carrière
Cynthia Olago remporte aux Championnats d'Afrique centrale 2001 à Yaoundé la médaille d'or en moins de 51 kg.
Elle participe aux Championnats d'Afrique de taekwondo 2001 se déroulant à Dakar, obtenant la médaille de bronze dans la catégorie des moins de 47 kg.